# Douékiré
Douékiré est une commune du Mali, dans le Cercle de Goundam et la région de Tombouctou.